# Pallone (gioco)
L'espressione gioco del pallone si riferisce a una serie di sport affini tra di loro, chiamati anche sport sferistici, diffusissimi in Europa prima dell'avvento degli sport di matrice anglosassone. 
Il termine in senso stretto non si riferisce al calcio, sebbene quest'ultimo spesso venga chiamato nello stesso modo.

## Storia
Le origini di questi giochi sembrano risalire agli antichi Romani, sebbene ci siano pervenute poche informazioni in proposito: conosciamo infatti alcuni nomi, ma non le regole. Di quel periodo ci rimane un'iscrizione nell'abbazia di Fiastra (Tolentino, MC), che ricorda un Publio Petronio Primo lusor folliculator ossia giocatore di piccola palla e più in generale molti documenti che ricordano come i pilicrepi ossia giocatori di palla fossero soliti ritrovarsi, specie in età imperiale, nello sphaeristerium (da cui è derivato il nome sferisterio dato ancora oggi a molti campi di gioco del pallone), solitamente costruito all'interno delle terme, oppure nel campus come il Campo Marzio della capitale. Svetonio racconta che lo stesso imperatore Augusto vi giocava:
(Svetonio, Augustus, 83.)
Tra i nomi tramandati di giochi antichi troviamo il follis (un pallone di pelle conciata, pieno d'aria) o folliculus, la pila trigonalis ("palla triangolare", chiamata così forse per la disposizione dei giocatori o per la forma triangolare del campo), la pila paganica ("palla campestre", perché si giocava in campagna, in cui la palla veniva riempita di piume), l'harpastum ("strappo", perché i giocatori probabilmente si "strappavano" a vicenda una palla piccola di cuoio) e il ludere espulsim.
Sulle regole si possono fare soltanto supposizioni. Probabilmente inizialmente era solo una sequenza di palleggi, ma non sappiamo quale fosse lo scopo del gioco. Divenne probabilmente un gioco di finte e di strategie per superare l'avversario, fino a quando fu stabilita la regola secondo la quale per vincere bisognava rinviare la palla oltre i limiti del campo.
Ci sono ipotesi interessanti anche su una possibile origine sacra dei suddetti sport sferistici, almeno per quanto riguarda il continente americano. Nell'America precolombiana, infatti, la pratica di gioco della palla centroamericano prima e poi Tlachtli, ossia un gioco azteco simile alla pallacorda, aveva la funzione di sostenere e nutrire, attraverso la fatica e il sacrificio dei giocatori, il movimento del Sole. Viste le molte affinità di alcuni aspetti delle mitologie azteca ed europea, c'è chi avanza l'ipotesi che anche alla base della versione europea di tali giochi, come il llargues, si celasse un rito solare propiziatorio.
Il gioco fu ripreso da Spagna e Arabi, che lo praticavano con uno strumento anziché con le mani. Il termine arabo per il gioco era ràhat ("راحة", "palmo della mano"), da cui deriva la parola racchetta. Dal gioco della palla, praticato con uno strumento, probabilmente derivano l'odierno polo, il baseball e la palla basca moderna.
In Francia, alcune illustrazioni del Trecento mostrano un campo diviso da una corda o striscia tracciata sul suolo e una palla cucita fatta di quattro spicchi in cuoio. Questo gioco si chiamava jeu de paume, ovvero "gioco di palmo" della mano. Era praticato da ecclesiastici di ogni grado, dai nobili e dalle donne. Si giocava in un campo rettangolare, con una corda tesa a metà del campo, in cui si colpiva una palla di cuoio riempita da pelo di cane, secondo l'ordinanza di Luigi XI del 1480, sia con il palmo che con il dorso della mano.
Il successivo uso delle racchette fece del jeu de paume il precursore del tennis odierno con l'adozione di tali racchette e della rete di corde intrecciate a metà campo. In Inghilterra il jeu de paume potrebbe essere arrivato circa nel Trecento, portato dai cavalieri che accompagnavano Maria de Couci, la figlia di Eguerrand di Piccardia, al suo sposo, il re Alessandro III di Scozia. La certezza che si praticasse questo gioco viene dai vari poemi di Willie The Sweet, di Shakespeare e di Chaucer, i quali usavano parole come tennis ball, tenetz e altri termini per le cacce, ossia parte del punteggio, nonché i punti stessi. Tenetz, dal francese, significa "prendete!", derivato dal tenere latino che significa "prendere". Quindi, probabilmente, la parola "tennis" sarebbe sorta come termine latino, per poi essersi trasformata in inglese, passando da tenetz, a tynes, a tenyse, fino a tennis.
In Italia la prima regolamentazione ufficiale risale al 1555 con il trattato dedicato ad Alfonso d'Este da Antonio Scaino di Salò. Tra le descrizioni delle varianti del gioco, lo Scaino menziona il fatto che il gioco a mani nude faceva gonfiare eccessivamente la mano poiché all'epoca il pallone era di cuoio e veniva considerato poco adatto alla nobiltà, che perciò si proteggeva la mano impugnando un bracciale di legno, donde la definizione di pallone col bracciale. Questa fu probabilmente una delle ragioni per le quali il gioco con la racchetta ossia pallacorda sia stato nei secoli prerogativa delle città, mentre quello a mano nuda si sia mantenuto nelle zone rurali.
Verso la fine dell'Ottocento, con la vulcanizzazione della gomma, furono fabbricati i primi palloni in questo materiale, che permisero di sostituire il bracciale con una protezione più leggera di strisce in stoffa e cuoio. Fu così che il bracciale si divise nelle due specialità: quella del pallone piccolo o piemontese, diventata in seguito pallone elastico poi pallapugno, oltre quella del pallone grosso o toscano che per tre secoli fu il gioco più praticato in tutta la Penisola destando l'interesse di Wolfgang Goethe, Giacomo Leopardi (A un vincitore nel pallone, dedicata al celebre campione Carlo Didimi), Edmondo De Amicis (Gli azzurri e i rossi), Anton Francesco Grazzini, Ottavio Rinuccini, Gabriello Chiabrera, Tommaso Grossi, Gioachino Belli.
Sferisteri famosi erano quelli di: Alba, Faenza, Firenze, Forlì, Macerata, Torino. In particolare, si può notare che, tra le statue del Foro Italico, la provincia di Forlì è rappresentata proprio da questo sport, ad indicare il forte legame tra questa città ed il pallone col bracciale.
Nella seconda metà del Novecento il gioco del pallone attraversò una crisi che portò alla sua quasi totale scomparsa che fu evitata poiché in alcune zone la tradizione atletica e culturale era talmente radicata e popolare che la pratica di questa disciplina fu sempre attiva nelle sue varianti italiane. Sport analoghi si praticano, con limitate differenze regolamentari, in molte nazioni di Europa, Americhe, Asia e Oceania.
Nonostante tutto, il bracciale e altre discipline sferistiche sono state sempre praticate nel secolo scorso in tutta Europa e gran parte del mondo. Dall'inizio di questo secolo le tante federazioni internazionali hanno deciso di rinnovare e unificare i regolamenti conseguendo un favore popolare notevole: il pubblico è tornato ad affollare gli sferisteri in tutto il mondo.
Recentemente è stata ideata una disciplina propedeutica al gioco del pallone, la pallapugno leggera, che è adatta al gioco nelle palestre e ha una discreta diffusione a livello giovanile, specialmente in àmbito scolastico.

## Il gioco del pallone nel mondo
Date le sue origini risalenti all'età romana, il Folliculus era diffuso in tutte le zone dell'impero. Dopo la caduta di quest'ultimo si continuò a praticarlo ma subì inevitabilmente variazioni che differivano a volte anche da città a città.
Culle di queste discipline, raggruppate nell'espressione sport sferistici, furono soprattutto Paesi latini come Italia, Francia e Spagna dove la loro popolarità crebbe enormemente a partire dal '500 fino al XIX secolo, ovvero fino a quando gli sport dell'Inghilterra vittoriana (cricket prima, calcio e rugby poi) cominciarono a diffondersi in tutto il mondo.

Messi in secondo piano all'inizio del XX secolo continuarono tuttavia a essere praticati a livello locale e oggi, in alcuni casi, stanno tornando alla ribalta un po' in tutto il mondo occidentale, soprattutto in forma di recupero delle tradizioni.

Esiste anche una federazione mondiale, che organizza campionati mondiali nelle specialità pallapugno (tradizione italiana), pelota (tradizione iberica), pallacorda (tradizione francese), con denominazione di handball ossia pallamuro in lingua italiana (praticato in Gran Bretagna, Irlanda, USA e Australia), manito (tradizione argentina), fronton internazionale e gioco internazionale (una miscellanea delle varie discipline europee).

In Italia queste specialità sono amministrate dalla Federazione Italiana Pallapugno (F.I.P.A.P.), con sede a Torino, riconosciuta dal CONI, quale disciplina associata dal 1982. Le società affiliate sono circa 100, i tesserati in totale circa 20.000.

### Europa

#### Italia
- Pallacorda
- Pallone col bracciale
- Pallapugno (ex pallone elastico)
- Pallapugno leggera
- Pantalera (o pallapugno alla pantalera)
- Palla eh! (o palla toscana)
- Palla elastica
- Pallonetto ligure
- Pallina
- Tamburello
  - Tamburello a muro
  - Tamburello a 3
  - Tambeach
  - Tambumuro
  - Tambutennis
  - Palloncina
  - Pelota italiana
- Spaola
  - Paletta
- Tennis da spiaggia

#### Francia
- Pallacorda o Jeu de paume (in lingua francese)
- Pallone a pugno o Ballon au poing (in lingua francese)

#### Spagna
- Palla basca, specialità:
  - Jai alai
  - Xare
  - Frontenis
  - Pelota a paleta
  - Pallamano basca
- Palla valenciana, specialità:
  - Frontón
  - Frare
  - Escala i corda
  - Raspall
  - Galotxa
  - Galotxetes
  - Llargues

#### Germania
- Faustball o Fistball
- Palla a sfratto

#### Belgio
- Balle pelote

#### Croazia
- Picigin

#### Paesi Bassi
- Pallamano frisone

#### Portogallo
- Punhobol

#### Irlanda
- Pallamano gaelica (gaelic handball in lingua inglese)

#### Gran Bretagna
- Fives
- Rackets
- Squash
- Tennis

#### Svezia
- Pärk

#### Svizzera
Tchoukball

### America

#### USA
- Paddle tennis
- Pallamano americana (american handball in lingua inglese)
- Pickleball
- Platform tennis
- Wind-ball

#### Messico
- Padel
- Pelota tarasca
- Ulama
- Tlachtli

#### Colombia
- Chazas

#### Ecuador
- Pelota nacional

#### Argentina
- Manito
- Llargues

### Asia

#### Giappone
- Kemari
- Soft tennis

### Oceania

#### Australia
- Pallamano gaelica

### Specialità internazionali
- Fronton internazionale
- Gioco internazionale

## Competizioni
- Campionato mondiale di sport sferistici
- Campionato europeo di sport sferistici